# Betula hainanensis
Betula hainanensis — вид квіткових рослин з родини березових (Betulaceae). Ендемік Хайнаню.

## Таксономічні примітки
Betula hainanensis належить до секції Betulaster і значно відрізняється від споріднених видів B. alnoides, B. luminifera та B. fujianensis своєю морфологією та фенологією.

## Біоморфологічна характеристика
Дерева до 20 м заввишки з діаметром на рівні грудей до 35 см. Кора темно-сіра або сіро-коричнева, гладка. Гілочки сіро-бурі або червоно-бурі, густо запушені, смоляно-залозисті. Листкові ніжки 1.5–2.5 см, біло ворсинчасті; листкові пластини яйцювата чи овальна, 7.5–10.5 × 3.5–5.5 см, абаксіально (низ) щільно-залозиста, бородата на головній і вторинних жилках, верхівка загострена, хвостата, округла чи субсерцеподібна, іноді асиметрична. Жіночі суцвіття приблизно 30–85 × 5 мм у зрілому стані. Горішок яйцеподібний, приблизно 0.9–1.5 × 0.7–1.0 мм, на верхівці густо запушений, з перетинчастими крилами, які в 3–4 рази ширші за горішки.

## Поширення й екологія
Поширення: ендемік Хайнаню. Вид поширений у тропічних, гірських дощових лісах і вічнозелених широколистяних лісах на висоті понад 700 м над рівнем моря, здебільшого як розсіяні особини, а іноді як невеликі популяції.